# Lianjiangkou, Guangdong
Lianjiangkou är en köping i sydöstra Kina. Den ligger i Yingde i staden Qingyuan i provinsen Guangdong, omkring 100 kilometer norr om provinshuvudstaden Guangzhou. Antalet invånare är 30 991. Befolkningen består av 15 012 kvinnor och 15 979 män. Barn under 15 år utgör 17,0 %, vuxna 15-64 år 72 %, och äldre över 65 år 10,0 %.